# Вомпельськ (гміна)
Гміна Вомпельськ (пол. Gmina Wąpielsk) — сільська гміна у північній Польщі. Належить до Рипінського повіту Куявсько-Поморського воєводства.
Станом на 31 грудня 2011 у гміні проживало 4122 особи.

## Площа
Згідно з даними за 2007 рік площа гміни становила 93.78 км², у тому числі:
- орні землі: 71.00%
- ліси: 20.00%

Таким чином, площа гміни становить 15.97% площі повіту.

## Населення
Станом на 31 грудня 2011:
| Опис     | Загалом | Загалом | Чоловіки | Чоловіки | Жінки | Жінки |
| -------- | ------- | ------- | -------- | -------- | ----- | ----- |
| одиниця  | осіб    | %       | осіб     | %        | осіб  | %     |
| все      | 4122    | 100     | 2057     | 49.90    | 2065  | 50.10 |
| міське   | 0       | 100     | 0        |          | 0     |       |
| сільське | 4122    | 100     | 2057     | 49.90    | 2065  | 50.10 |

## Сусідні гміни
Гміна Вомпельськ межує з такими гмінами: Боброво, Бродниця, Бжузе, Ґолюб-Добжинь, Осек, Радомін, Рипін.